# گینه پرتغالی
گینه پرتغالی ناحیه‌ای در غرب آفریقا و مستعمره پرتغال بود که در سال ۱۹۷۴ با نام گینه بیسائو مستقل شد.